# Moncada di Monforte
I Moncada di Monforte sono una famiglia nobile italiana, seconda linea dei Moncada di Sicilia.
Deriva dalla linea dei Baroni di Tortorici, a sua volta derivata da quella antica dei Conti di Adernò e di Caltanissetta, e formatasi nel XVI secolo. Capostipite fu Giuseppe Moncada Saccano, I conte di Samperi, che nel 1628 fu investito del titolo di Principe di Monforte dal Re di Spagna.

## Storia

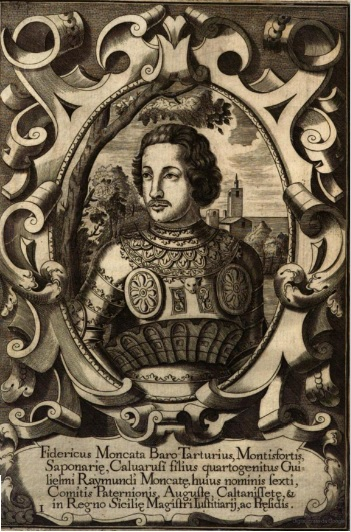
Federico Moncada, barone di Tortorici

Il ramo deriva dalla linea dei Baroni di Tortorici, cui capostipite fu Federico Moncada († 1561), nobile dei conti di Adernò, che nel 1513 si unì in matrimonio alla nobildonna messinese Agnese Pollicino, da cui ebbe in dote le baronie di Bauso, Calvaruso, Mauroianni, Monforte, Rocca, Samperi, Saponara e Tortorici.
Giuseppe Moncada Saccano († 1631), suo discendente ed erede delle baronie di Monforte e Samperi, rispettivamente dal 1606 e dal 1622, ottenne investitura dapprima al titolo di I conte di San Pietro nel 1618, e in seguito, a quello di I principe di Monforte, con privilegio dato dal re Filippo IV di Spagna il 1º settembre 1628, ed esecutoriato il 24 dicembre dell'anno medesimo. Da questi ebbe così origine il ramo dei Principi di Monforte, e sposato con Flavia Monforte, ebbe un solo figlio: Pietro Moncada Monforte, II principe di Monforte († 1641), che sposò Teresa di Giovanni dei principi di Trecastagni, da cui ebbe tre figli, di cui Domenico, III principe di Monforte (1639-1680).
Tra i membri più illustri del ramo dei Principi di Monforte, si ricordano i figli di Giovanni Antonio Moncada Ioppolo, V principe di Monforte (1698-1759): Raimondo (1737-1813), che fu vescovo di Patti; Emanuele, VII principe di Monforte (1740-1815); Carmelo, VIII principe di Monforte (1743-1830), ufficiali militari al servizio del Regno di Spagna e insigniti del Grandato di Spagna.
Nel 1812, l'abolizione del feudalesimo nel Regno di Sicilia sancito dalla Costituzione adottata dal sovrano Ferdinando III di Borbone per contrastare le rivoluzioni napoleoniche, portò alla soppressione di tutti gli Stati feudali nell'isola e all'istituzione del Parlamento siciliano, ed ai Moncada dei Principi di Monforte fu assegnato un seggio ereditario alla Camera dei pari.
Con Giovanni Antonio Moncada Celestri, VIII principe di Monforte (1797-1854), figlio di Emanuele Moncada Torqui e nipote del principe Carmelo, furono portati in dote i titoli di Principe di Sorìa, di Marchese di Santa Marina e Barone di Castania, attraverso il suo matrimonio con Rosa Galletti di Sorìa, e lo stesso fu pari del Regno di Sicilia (1830-1848).

## Titoli
I Moncada di Monforte sono possessori dei seguenti titoli nobiliari:
- Principe di Monforte
- Principe di Soria
- Marchese di Santa Marina
- Conte di San Pietro
- Barone di Castania
- Signore del Molino di Tortorici

## Albero genealogico[5]
|                                                                                      |                                                                                      |                                                        |                                                        |                                           | | |                                     |                                                                                                |                                                                                                |                                                                                         |                                     | | |                                                         |                                                                                                 |                                                                                                 | | |                                                |                                                                    |                                                                        |                                                                        |                                                                  |                                                                                           |                                                                                           |                                                                                                |                                                                                                |                    |                    |
|                                                                                      |                                                                                      |                                                        |                                                        |                                           | | |                                     |                                                                                                |                                                                                                | Giuseppe, I principe di Monforte († 1631) Flavia Monforte                               |                                     | | |                                                         |                                                                                                 |                                                                                                 | | |                                                |                                                                    |                                                                        |                                                                        |                                                                  |                                                                                           |                                                                                           |                                                                                                |                                                                                                |                    |                    |
|                                                                                      |                                                                                      |                                                        |                                                        |                                           | | |                                     |                                                                                                |                                                                                                |                                                                                         |                                     | | |                                                         |                                                                                                 |                                                                                                 | | |                                                |                                                                    |                                                                        |                                                                        |                                                                  |                                                                                           |                                                                                           |                                                                                                |                                                                                                |                    |                    |
|                                                                                      |                                                                                      |                                                        |                                                        |                                           | | |                                     |                                                                                                |                                                                                                |                                                                                         |                                     | | |                                                         |                                                                                                 |                                                                                                 | | |                                                |                                                                    |                                                                        |                                                                        |                                                                  |                                                                                           |                                                                                           |                                                                                                |                                                                                                |                    |                    |
|                                                                                      |                                                                                      |                                                        |                                                        |                                           | | |                                     |                                                                                                |                                                                                                | Pietro, II principe di Monforte († 1641) Teresa Di Giovanni dei principi di Trecastagni |                                     | | |                                                         |                                                                                                 |                                                                                                 | | |                                                |                                                                    |                                                                        |                                                                        |                                                                  |                                                                                           |                                                                                           |                                                                                                |                                                                                                |                    |                    |
|                                                                                      |                                                                                      |                                                        |                                                        |                                           | | |                                     |                                                                                                |                                                                                                |                                                                                         |                                     | | |                                                         |                                                                                                 |                                                                                                 | | |                                                |                                                                    |                                                                        |                                                                        |                                                                  |                                                                                           |                                                                                           |                                                                                                |                                                                                                |                    |                    |
|                                                                                      |                                                                                      |                                                        |                                                        |                                           | | |                                     |                                                                                                |                                                                                                |                                                                                         |                                     | | |                                                         |                                                                                                 |                                                                                                 | | |                                                |                                                                    |                                                                        |                                                                        |                                                                  |                                                                                           |                                                                                           |                                                                                                |                                                                                                |                    |                    |
|                                                                                      |                                                                                      |                                                        |                                                        |                                           | | |                                     | Domenico, III principe di Monforte (1639-post 1680) Francesca Olivieri dei baroni di Acquaviva | Domenico, III principe di Monforte (1639-post 1680) Francesca Olivieri dei baroni di Acquaviva | Federico (1640-1683)                                                                    | Federico (1640-1683)                | Raimondo, cavaliere dell'Ordine di Malta (1641-?)                                                  | Raimondo, cavaliere dell'Ordine di Malta (1641-?)                                                  |                                                         |                                                                                                 |                                                                                                 | | |                                                |                                                                    |                                                                        |                                                                        |                                                                  |                                                                                           |                                                                                           |                                                                                                |                                                                                                |                    |                    |
|                                                                                      |                                                                                      |                                                        |                                                        |                                           | | |                                     |                                                                                                |                                                                                                |                                                                                         |                                     | | |                                                         |                                                                                                 |                                                                                                 | | |                                                |                                                                    |                                                                        |                                                                        |                                                                  |                                                                                           |                                                                                           |                                                                                                |                                                                                                |                    |                    |
|                                                                                      |                                                                                      |                                                        |                                                        |                                           | | |                                     |                                                                                                |                                                                                                |                                                                                         |                                     | | |                                                         |                                                                                                 |                                                                                                 | | |                                                |                                                                    |                                                                        |                                                                        |                                                                  |                                                                                           |                                                                                           |                                                                                                |                                                                                                |                    |                    |
|                                                                                      |                                                                                      |                                                        |                                                        | Francesco Nicola (1681-?)                 | Francesco Nicola (1681-?) | Giuseppe Francesco (1677-1684) | Giuseppe Francesco (1677-1684)      | Flavia Rosalia, religiosa (1674-1715)                                                          | Flavia Rosalia, religiosa (1674-1715)                                                          | Anna Teresa (1672-?)                                                                    | Anna Teresa (1672-?)                | Pietro, IV principe di Monforte (1670-1724) Anna Joppolo dei conti di Sant'Alessio                 | Pietro, IV principe di Monforte (1670-1724) Anna Joppolo dei conti di Sant'Alessio                 |                                                         |                                                                                                 |                                                                                                 | | |                                                |                                                                    |                                                                        |                                                                        |                                                                  |                                                                                           |                                                                                           |                                                                                                |                                                                                                |                    |                    |
|                                                                                      |                                                                                      |                                                        |                                                        |                                           | | |                                     |                                                                                                |                                                                                                |                                                                                         |                                     | | |                                                         |                                                                                                 |                                                                                                 | | |                                                |                                                                    |                                                                        |                                                                        |                                                                  |                                                                                           |                                                                                           |                                                                                                |                                                                                                |                    |                    |
|                                                                                      |                                                                                      |                                                        |                                                        |                                           | | |                                     |                                                                                                |                                                                                                |                                                                                         |                                     | | |                                                         |                                                                                                 |                                                                                                 | | |                                                |                                                                    |                                                                        |                                                                        |                                                                  |                                                                                           |                                                                                           |                                                                                                |                                                                                                |                    |                    |
|                                                                                      |                                                                                      |                                                        |                                                        |                                           | | | Girolamo (1702-1761)                | Girolamo (1702-1761)                                                                           | Guglielmo Raimondo (1701-?)                                                                    | Guglielmo Raimondo (1701-?)                                                             | Federico, religioso (1700-?)        | Federico, religioso (1700-?)                                                                       | Domenico Ignazio(1698-?)                                                                           | Domenico Ignazio(1698-?)                                | Giovanni Antonio, V principe di Monforte (1698-1759) Domenica Oneto dei principi di San Lorenzo | Giovanni Antonio, V principe di Monforte (1698-1759) Domenica Oneto dei principi di San Lorenzo | Francesca, badessa del Monastero di San Vito (1694-1773)                                           | Francesca, badessa del Monastero di San Vito (1694-1773)                                           |                                                |                                                                    |                                                                        |                                                                        |                                                                  |                                                                                           |                                                                                           |                                                                                                |                                                                                                |                    |                    |
|                                                                                      |                                                                                      |                                                        |                                                        |                                           | | |                                     |                                                                                                |                                                                                                |                                                                                         |                                     | | |                                                         |                                                                                                 |                                                                                                 | | |                                                |                                                                    |                                                                        |                                                                        |                                                                  |                                                                                           |                                                                                           |                                                                                                |                                                                                                |                    |                    |
|                                                                                      |                                                                                      |                                                        |                                                        |                                           | | |                                     |                                                                                                |                                                                                                |                                                                                         |                                     | | |                                                         |                                                                                                 |                                                                                                 | | |                                                |                                                                    |                                                                        |                                                                        |                                                                  |                                                                                           |                                                                                           |                                                                                                |                                                                                                |                    |                    |
|                                                                                      |                                                                                      |                                                        |                                                        |                                           | | |                                     |                                                                                                | Girolamo, VI principe di Monforte († 1765)                                                     | Girolamo, VI principe di Monforte († 1765)                                              | Francesca (1730-1736)               | Francesca (1730-1736)                                                                              | Federico, abate di Santa Maria del Burgetto (1736-1785)                                            | Federico, abate di Santa Maria del Burgetto (1736-1785) | Raimondo, vescovo di Patti (1736-1813)                                                          | Raimondo, vescovo di Patti (1736-1813)                                                          | Francesco, religioso (1738-1824)                                                                   | Francesco, religioso (1738-1824)                                                                   | Emanuele, VII principe di Monforte (1740-1815) | Emanuele, VII principe di Monforte (1740-1815)                     | Carmelo VIII principe di Monforte (1743-1830) Vincenza Torqui Zornilla | Carmelo VIII principe di Monforte (1743-1830) Vincenza Torqui Zornilla |                                                                  |                                                                                           |                                                                                           |                                                                                                |                                                                                                |                    |                    |
|                                                                                      |                                                                                      |                                                        |                                                        |                                           | | |                                     |                                                                                                |                                                                                                |                                                                                         |                                     | | |                                                         |                                                                                                 |                                                                                                 | | |                                                |                                                                    |                                                                        |                                                                        |                                                                  |                                                                                           |                                                                                           |                                                                                                |                                                                                                |                    |                    |
|                                                                                      |                                                                                      |                                                        |                                                        |                                           | | |                                     |                                                                                                |                                                                                                |                                                                                         |                                     | | |                                                         |                                                                                                 |                                                                                                 | | |                                                |                                                                    |                                                                        |                                                                        |                                                                  |                                                                                           |                                                                                           |                                                                                                |                                                                                                |                    |                    |
|                                                                                      |                                                                                      |                                                        |                                                        |                                           | | |                                     |                                                                                                |                                                                                                |                                                                                         |                                     | | |                                                         |                                                                                                 |                                                                                                 | | |                                                | Emanuele (1769-1803) Emanuela Cilestri dei marchesi di Santa Croce | Emanuele (1769-1803) Emanuela Cilestri dei marchesi di Santa Croce     | Giuseppe (1772-?)                                                      | Giuseppe (1772-?)                                                |                                                                                           |                                                                                           |                                                                                                |                                                                                                |                    |                    |
|                                                                                      |                                                                                      |                                                        |                                                        |                                           | | |                                     |                                                                                                |                                                                                                |                                                                                         |                                     | | |                                                         |                                                                                                 |                                                                                                 | | |                                                |                                                                    |                                                                        |                                                                        |                                                                  |                                                                                           |                                                                                           |                                                                                                |                                                                                                |                    |                    |
|                                                                                      |                                                                                      |                                                        |                                                        |                                           | | |                                     |                                                                                                |                                                                                                |                                                                                         |                                     | | |                                                         |                                                                                                 |                                                                                                 | | |                                                |                                                                    |                                                                        |                                                                        |                                                                  |                                                                                           |                                                                                           |                                                                                                |                                                                                                |                    |                    |
|                                                                                      |                                                                                      |                                                        |                                                        |                                           | | |                                     |                                                                                                |                                                                                                |                                                                                         |                                     | | |                                                         |                                                                                                 | Federico (1803-1808)                                                                            | Federico (1803-1808)                                                                               | Maria Vincenzina (1801-1810)                                                                       | Maria Vincenzina (1801-1810)                   | Tommaso Antonio (1799-?) Isabella Morino                           | Tommaso Antonio (1799-?) Isabella Morino                               | Carmelo (1798-?)                                                       | Carmelo (1798-?)                                                 | Giovanni Antonio, IX principe di Monforte (1797-1854) Rosa Galletti dei principi di Soria | Giovanni Antonio, IX principe di Monforte (1797-1854) Rosa Galletti dei principi di Soria |                                                                                                |                                                                                                |                    |                    |
|                                                                                      |                                                                                      |                                                        |                                                        |                                           | | |                                     |                                                                                                |                                                                                                |                                                                                         |                                     | | |                                                         |                                                                                                 |                                                                                                 | | |                                                |                                                                    |                                                                        |                                                                        |                                                                  |                                                                                           |                                                                                           |                                                                                                |                                                                                                |                    |                    |
|                                                                                      |                                                                                      |                                                        |                                                        |                                           | | |                                     |                                                                                                |                                                                                                |                                                                                         |                                     | | |                                                         |                                                                                                 |                                                                                                 | | |                                                |                                                                    |                                                                        |                                                                        |                                                                  |                                                                                           |                                                                                           |                                                                                                |                                                                                                |                    |                    |
|                                                                                      |                                                                                      |                                                        |                                                        |                                           | | |                                     |                                                                                                |                                                                                                |                                                                                         |                                     | | |                                                         |                                                                                                 |                                                                                                 | | |                                                | (con discendenza)                                                  | (con discendenza)                                                      | Guglielmo, X principe di Monforte (1823-1876) Antonietta Vizzini       | Guglielmo, X principe di Monforte (1823-1876) Antonietta Vizzini | Giuseppe (1824-1887) Carolina Agneto                                                      | Giuseppe (1824-1887) Carolina Agneto                                                      | Emanuela (1829-1867) I Giovanni Ventimiglia, principe di Castelbuono, II Filippo Cioppa Cattei | Emanuela (1829-1867) I Giovanni Ventimiglia, principe di Castelbuono, II Filippo Cioppa Cattei |                    |                    |
|                                                                                      |                                                                                      |                                                        |                                                        |                                           | | |                                     |                                                                                                |                                                                                                |                                                                                         |                                     | | |                                                         |                                                                                                 |                                                                                                 | | |                                                |                                                                    |                                                                        |                                                                        |                                                                  |                                                                                           |                                                                                           |                                                                                                |                                                                                                |                    |                    |
|                                                                                      |                                                                                      |                                                        |                                                        |                                           | | |                                     |                                                                                                |                                                                                                |                                                                                         |                                     | | |                                                         |                                                                                                 |                                                                                                 | | |                                                |                                                                    |                                                                        |                                                                        |                                                                  |                                                                                           |                                                                                           |                                                                                                |                                                                                                |                    |                    |
|                                                                                      |                                                                                      |                                                        |                                                        |                                           | | |                                     |                                                                                                |                                                                                                |                                                                                         |                                     | | |                                                         |                                                                                                 |                                                                                                 | Giovanni Eugenio, XI principe di Monforte (1846-1915) Emanuela Notarbartolo dei duchi di Villarosa | Giovanni Eugenio, XI principe di Monforte (1846-1915) Emanuela Notarbartolo dei duchi di Villarosa |                                                | Maria Rosa (1848-1876)                                             | Maria Rosa (1848-1876)                                                 |                                                                        |                                                                  | Giuseppe (1850-1892) Teresa Attanasio                                                     | Giuseppe (1850-1892) Teresa Attanasio                                                     | Giovanni Guglielmo (*† 1846)                                                                   | Giovanni Guglielmo (*† 1846)                                                                   | Francesco (1854-?) | Francesco (1854-?) |
|                                                                                      |                                                                                      |                                                        |                                                        |                                           | | |                                     |                                                                                                |                                                                                                |                                                                                         |                                     | | |                                                         |                                                                                                 |                                                                                                 | | |                                                |                                                                    |                                                                        |                                                                        |                                                                  |                                                                                           |                                                                                           |                                                                                                |                                                                                                |                    |                    |
|                                                                                      |                                                                                      |                                                        |                                                        |                                           | | |                                     |                                                                                                |                                                                                                |                                                                                         |                                     | | |                                                         |                                                                                                 |                                                                                                 | | |                                                |                                                                    |                                                                        |                                                                        |                                                                  |                                                                                           |                                                                                           |                                                                                                |                                                                                                |                    |                    |
|                                                                                      |                                                                                      |                                                        |                                                        |                                           | | |                                     |                                                                                                |                                                                                                |                                                                                         |                                     | Guglielmo Raimondo, XII principe di Monforte (1869-1933) Antonia Trigona dei principi di Sant'Elia | Guglielmo Raimondo, XII principe di Monforte (1869-1933) Antonia Trigona dei principi di Sant'Elia | Francesco (1872-?) Elena Baggio                         | Francesco (1872-?) Elena Baggio                                                                 | Francesca di Paola (1873-?) Rocco Allegra, barone                                               | Francesca di Paola (1873-?) Rocco Allegra, barone                                                  | Irene (1876-1877)                                                                                  | Irene (1876-1877)                              | Corrada (1878-1957) Domenico Zanasi                                | Corrada (1878-1957) Domenico Zanasi                                    | Pietro Guglielmo (1880-?)                                              | Pietro Guglielmo (1880-?)                                        | (con discendenza)                                                                         | (con discendenza)                                                                         |                                                                                                |                                                                                                |                    |                    |
|                                                                                      |                                                                                      |                                                        |                                                        |                                           | | |                                     |                                                                                                |                                                                                                |                                                                                         |                                     | | |                                                         |                                                                                                 |                                                                                                 | | |                                                |                                                                    |                                                                        |                                                                        |                                                                  |                                                                                           |                                                                                           |                                                                                                |                                                                                                |                    |                    |
|                                                                                      |                                                                                      |                                                        |                                                        |                                           | | |                                     |                                                                                                |                                                                                                |                                                                                         |                                     | | |                                                         |                                                                                                 |                                                                                                 | | |                                                |                                                                    |                                                                        |                                                                        |                                                                  |                                                                                           |                                                                                           |                                                                                                |                                                                                                |                    |                    |
|                                                                                      |                                                                                      |                                                        |                                                        |                                           | Giovanni Eugenio, XIII principe di Monforte (1897-1954) I Emanuela Arezzo dei conti di Celano, II Marianna David Giardina dei conti di Serravalle | Giovanni Eugenio, XIII principe di Monforte (1897-1954) I Emanuela Arezzo dei conti di Celano, II Marianna David Giardina dei conti di Serravalle | Francesco (1900-1918)               | Francesco (1900-1918)                                                                          | Emanuela (1902-1917)                                                                           | Emanuela (1902-1917)                                                                    | Federico (1904-1993)                | Federico (1904-1993)                                                                               | Domenico (1907-1991) Elvira Mirabella                                                              | Domenico (1907-1991) Elvira Mirabella                   | Gastone (1908-1989) Clara Borghese                                                              | Gastone (1908-1989) Clara Borghese                                                              | Ugo (1911-1993) Anna Di Marco                                                                      | Ugo (1911-1993) Anna Di Marco                                                                      | Ferdinando (1913-1974) Ida Longo               | Ferdinando (1913-1974) Ida Longo                                   |                                                                        |                                                                        |                                                                  |                                                                                           |                                                                                           |                                                                                                |                                                                                                |                    |                    |
|                                                                                      |                                                                                      |                                                        |                                                        |                                           | | |                                     |                                                                                                |                                                                                                |                                                                                         |                                     | | |                                                         |                                                                                                 |                                                                                                 | | |                                                |                                                                    |                                                                        |                                                                        |                                                                  |                                                                                           |                                                                                           |                                                                                                |                                                                                                |                    |                    |
|                                                                                      |                                                                                      |                                                        |                                                        |                                           | | |                                     |                                                                                                |                                                                                                |                                                                                         |                                     | | |                                                         |                                                                                                 |                                                                                                 | | |                                                |                                                                    |                                                                        |                                                                        |                                                                  |                                                                                           |                                                                                           |                                                                                                |                                                                                                |                    |                    |
| I Guglielmo Raimondo (1922-2003) I Maria Teresa Vannutelli, II Anna Maria D’Agostino | I Guglielmo Raimondo (1922-2003) I Maria Teresa Vannutelli, II Anna Maria D’Agostino | II Carmelo (1928) I Isabella Briguccia, II Flora Funck | II Carmelo (1928) I Isabella Briguccia, II Flora Funck | II Eucaristica (1931) Giuseppe Maniscalco | II Eucaristica (1931) Giuseppe Maniscalco | II Antonietta (1937) Calogero Zarbo | II Antonietta (1937) Calogero Zarbo | II Lucia (1939)                                                                                | II Lucia (1939)                                                                                | II Anna Maria (1948) Nino La Bianca                                                     | II Anna Maria (1948) Nino La Bianca | | (con discendenza)                                                                                  | (con discendenza)                                       | (con discendenza)                                                                               | (con discendenza)                                                                               | (con discendenza)                                                                                  | (con discendenza)                                                                                  | (con discendenza)                              | (con discendenza)                                                  |                                                                        |                                                                        |                                                                  |                                                                                           |                                                                                           |                                                                                                |                                                                                                |                    |                    |
|                                                                                      |                                                                                      |                                                        |                                                        |                                           | | |                                     |                                                                                                |                                                                                                |                                                                                         |                                     | | |                                                         |                                                                                                 |                                                                                                 | | |                                                |                                                                    |                                                                        |                                                                        |                                                                  |                                                                                           |                                                                                           |                                                                                                |                                                                                                |                    |                    |
|                                                                                      |                                                                                      |                                                        |                                                        |                                           | | |                                     |                                                                                                |                                                                                                |                                                                                         |                                     | | |                                                         |                                                                                                 |                                                                                                 | | |                                                |                                                                    |                                                                        |                                                                        |                                                                  |                                                                                           |                                                                                           |                                                                                                |                                                                                                |                    |                    |
| (con discendenza)                                                                    | (con discendenza)                                                                    | (con discendenza)                                      | (con discendenza)                                      |                                           | | |                                     |                                                                                                |                                                                                                |                                                                                         |                                     | | |                                                         |                                                                                                 |                                                                                                 | | |                                                |                                                                    |                                                                        |                                                                        |                                                                  |                                                                                           |                                                                                           |                                                                                                |                                                                                                |                    |                    |